# غار مرگجر
غار مرگجر (به کردی: مه‌ڕ گوجه‌ر)، مربوط به دوران فرادیرینه‌سنگی است و در کرمانشاه، کوه طاق بستان واقع شده و این اثر در تاریخ ۱۲ تیر ۱۳۸۴ با شمارهٔ ثبت ۱۲۰۲۰ به‌عنوان یکی از آثار ملی ایران به ثبت رسیده است.